# Mary Young Hunter
Mary Young Hunter (* 11. April 1872 in Napier, Neuseeland; † 8. September 1947 in Pacific Grove, Monterey County, Kalifornien, Vereinigte Staaten) war eine in Neuseeland geborene britisch-amerikanische Malerin und Aquarellistin. 

## Frühes Leben
Mary Towgood wurde am 11. April 1872 als eine von drei Töchter der Eheleute Edith Emma Tylee und dem Schaffarmer Edward Towgood in Napier geboren. Als Marys Vater am 18. März 1882 in London verstarb, hinterließ er ein beträchtliches Vermögen in Neuseeland, das von Treuhändern verwaltet wurde. Aus diesem Vermögen erhielt seinen Frau eine jährliche Leibrente von 700 Pfund, die später nach dem Tod ihrer Mutter zu gleichen Teilen an die drei Töchter ausgezahlt werden sollte.

## England
Am 21. November 1894 gingen Mary zusammen mit ihrer Mutter und ihren beiden Schwestern über Australien nach England. Sie besuchte die Art Class von Mrs. Wheatcrofts in Bath und ging dann mit ihrer Mutter und ihren Geschwistern für zwei Jahre in die Schweiz, wo sie in Lausanne zur Schule ging. Schon als junges Mädchen zeigte sich ihr großes Talent für die Malerei, dem sie nach ihrer Rückkehr nach England mit einem Studium bei Erskine Nicol (1825–1904) in den Pelham Street Studios in London und danach von 1894 bis 1899 an der Royal Academy of Arts nachkam und an der Royal Academy mit vier Medaillen für ihre Arbeiten ausgezeichnet wurde. Unter ihren prämierten Werken war zum einen ein Modell einer „Bust from Life“ im Jahr 1895 und drei Jahre später ein Gemälde eines „Head from Life“.
1899 heiratete Mary im Londoner Stadtteil Kensington den englischen Maler John Young Hunter und nahm seinen Namen an, wobei sie den zweiten Vornamen von ihm zwischen ihrem Vornamen und seinen Nachnamen bei sich eingügte.
Nach ihrer Vermählung gingen sie gemeinsam nach Italien, wo sie sich in Florenz ein Atelier einrichteten. Sie besuchten die Kunstzentren Perugia, Assisi und Siena, um auch dort malen zu können. Beide waren in erster Linie Porträtmaler, waren aber auch Anhänger des Präraffaelismus ihrer Zeit. Nach acht Monaten reisten sie über München, Brüssel und Antwerpen zurück nach London. Im Jahr 1900 stellte Mary dann mit „The Denial“ und „The Duke's High Dame“ zwei ihrer Werke in der Royal Academy of Arts aus. Unter dem Namen Mary Y. Hunter stellte sie ab 1900 neben der Royal Academy of Arts auch in der der Society of Women Artists (1900–1901) und im Royal Glasgow Institute of the Fine Arts (1901–1903) aus. Sie wurde Mitglied der Society of Painters in Tempera und wurde 1901 in die Society of Women Artists aufgenommen.
1903 folgte dann eine gemeinsame Ausstellung mit ihrem Mann in der Fine Art Society, in der sie über vierzig Öl- und Aquarellbilder dem Publikum zum Betrachten gaben. Zu der Zeit lebten sie in der kleinen Gemeinde Wickhambrook, in der Grafschaft Suffolk, nordöstlich von London gelegen. Dort kam auch am 4. Mai 1905 ihre Tochter Gabrielle zur Welt. 1911 zogen sie wieder nach Kensington und unterhielten, was ihren gesellschaftlichen Status untermauerte, ein Haus mit drei Hausangestellten. Sowohl Mary als auch ihr Mann stammten aus guten Familien und verfügten über einen großen Kreis von angesehenen Freunden und Verwandten. So war Mary als Beispiel eine lebenslange Freundin von Prinzessin Louise, Duke of Argyll, der jüngsten Schwester von King Eduard VII.
Ihre gesellschaftlichen Kontakte zeigten sich auch in den Bildern die sie malte, denn zu den vielen schönen Kindern, die sie porträtierte, gehörten unter anderem:
- der Sohn von Sir Arthur McKenzie,
- die Töchter von Lord und Lady Londonderry,
- der Sohn von Lord und Lady Castlereagh,
- Mary und Catherine Pillsbury,
- Henry McKnight,
- die Tochter von Mr. und Mrs. Amos Pinchot,
- die Tochter von Jean Webster,
- die Tochter von Blanchette Hooker und
- Mrs. John D. Rockefeller III.[2]

## Kanada
Am 20. Juni 1913 segelten Mary mit Familie auf der „Victorian“ nach Kanada und ließen sich in Montreal nieder.

## New York City
1920 lebte Mary dann in Manhattan, New York City und ließ sich 1921 von ihrem Mann scheiden.

## Kalifornien
1924 siedelte Mary in Kalifornien, wobei Quellen unterschiedliche Angaben über die Orte machen, wo sie gelebt haben soll. Während eine Quelle Carmel-by-the-Sea und ihre letzten zwei Jahre Carmel Valley als ihr Zuhause angibt, weist eine andere Quelle daraufhin, dass sie zunächst in Berkeley gelebt haben soll und 1940 in Pacific Grove, im Monterey County in Kalifornien ihr Zuhause fand. Ihre letzten Ausstellungen hatte sie jedenfalls 1924 mit der Berkeley League of Fine Arts und der San Francisco Art Association sowie 1930 auf der California State Fair.
Mary Young Hunter verstarb am 8. September 1947 in ihrem Zuhause und wurde auf dem El Carmelo Friedhof in Pacific Grove beerdigt.

## Gemäldegalerie

Mary Young Hunter
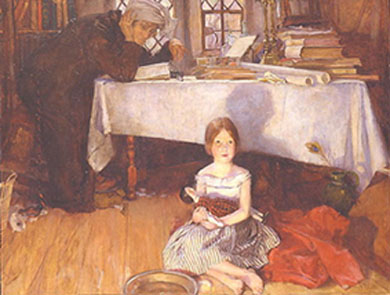
Where Shall Wisdom be Found? (1902)
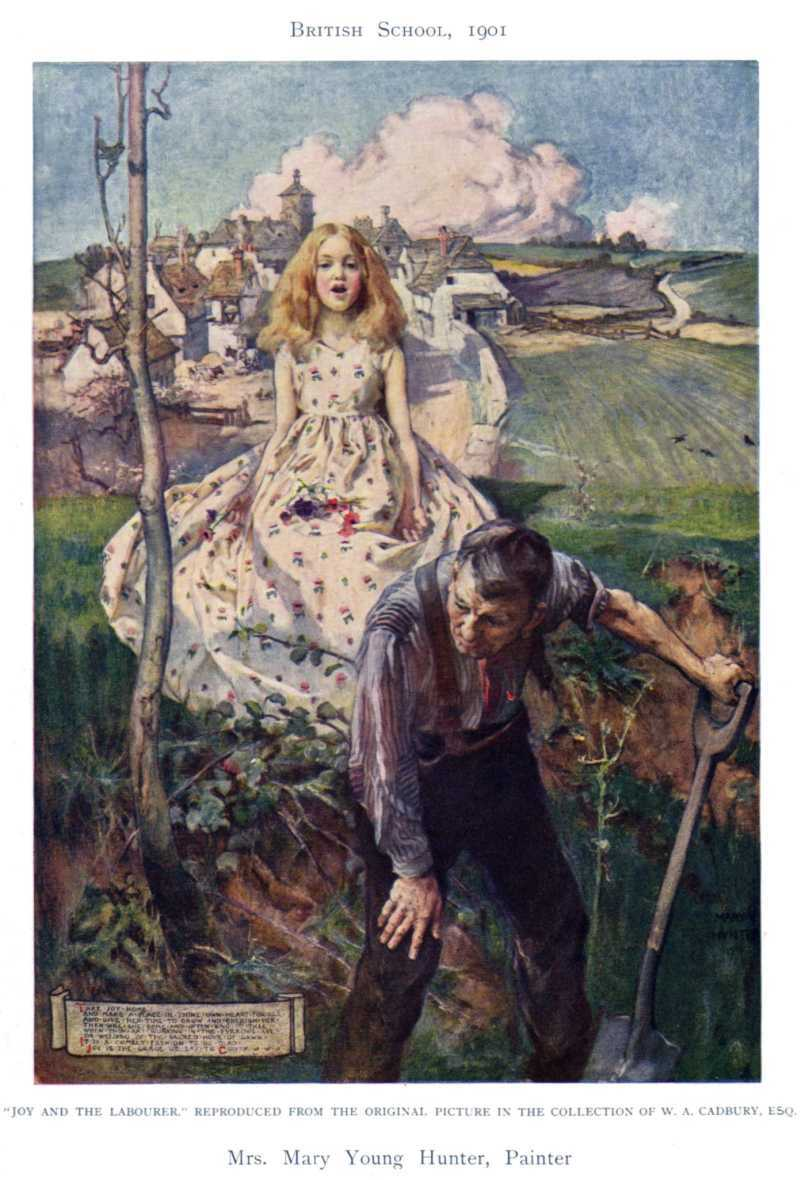
Joy and the Labourer (1905)
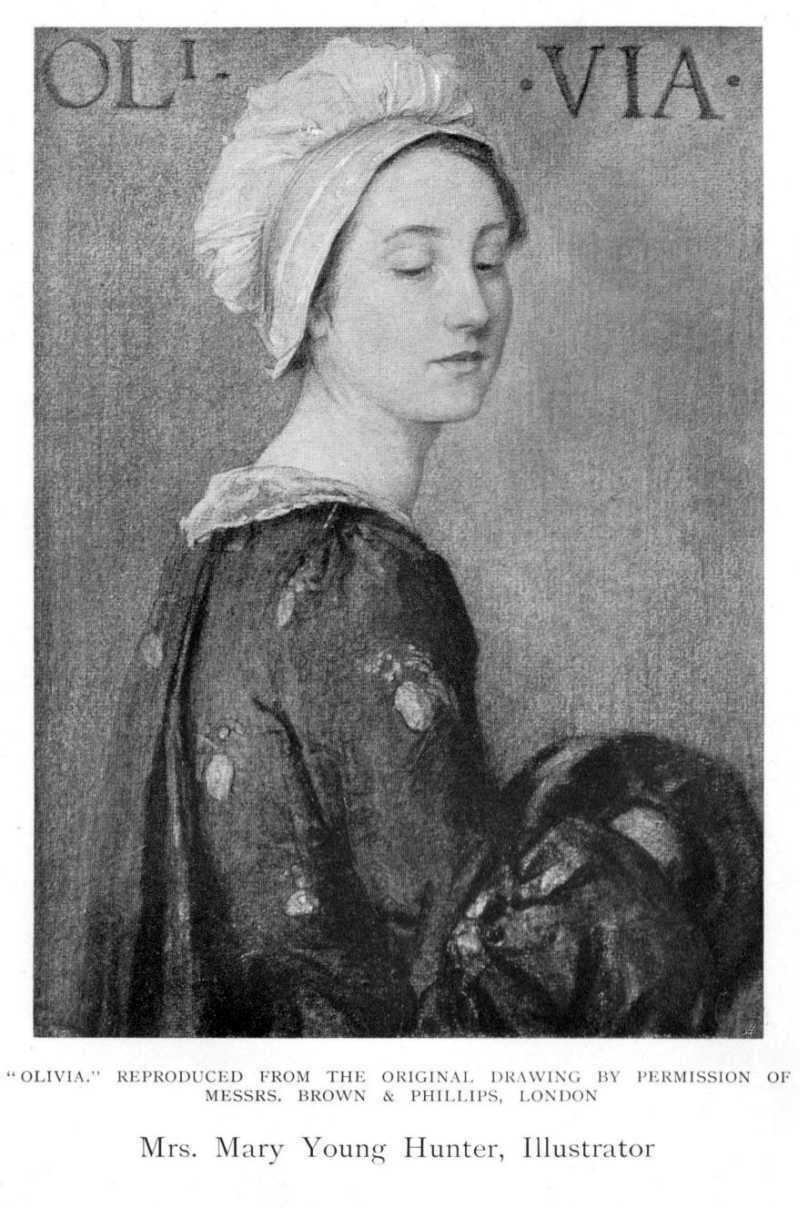
Abdruck in Women painters of the world (1905)
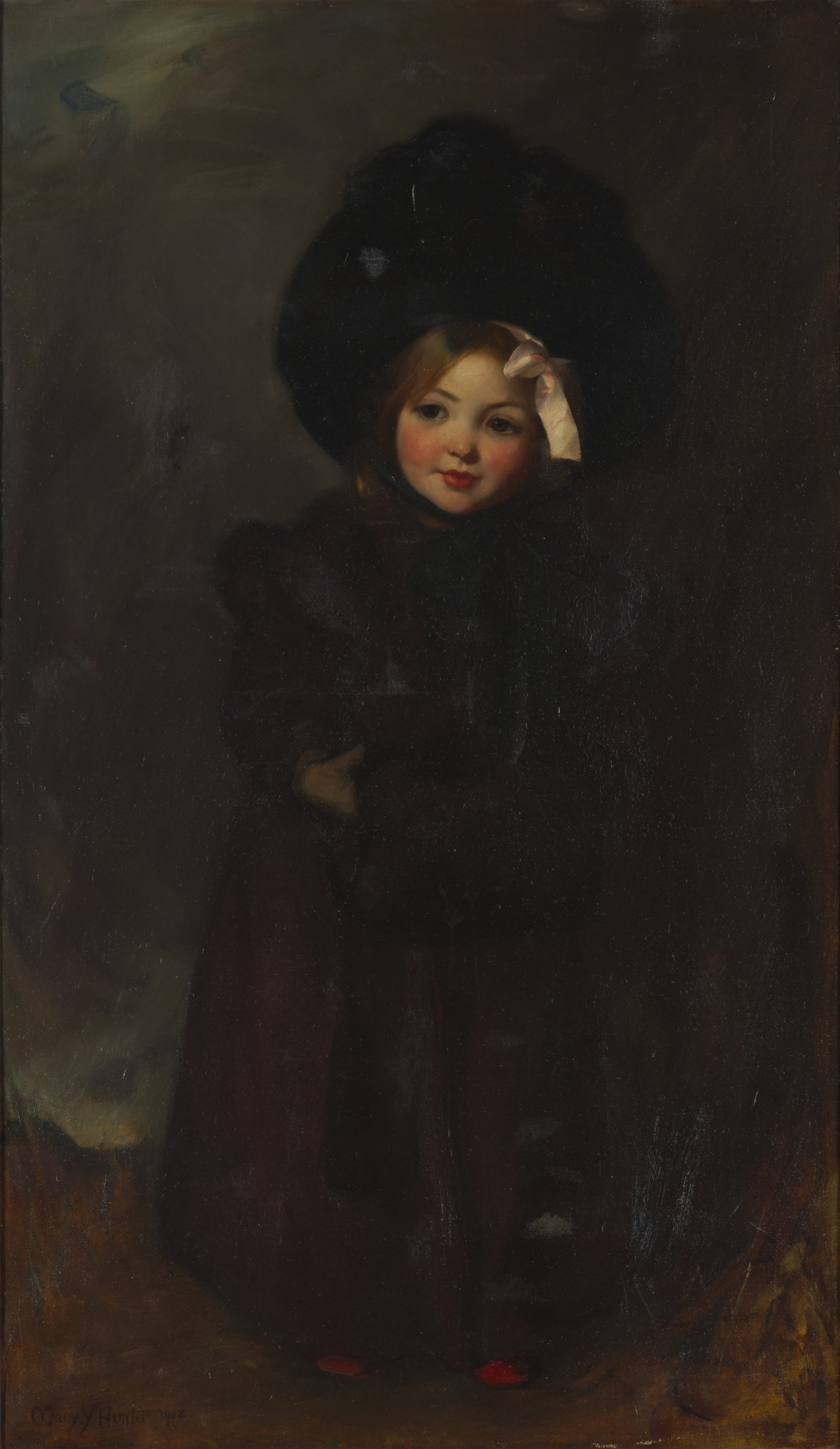
Gabrielle (1908)
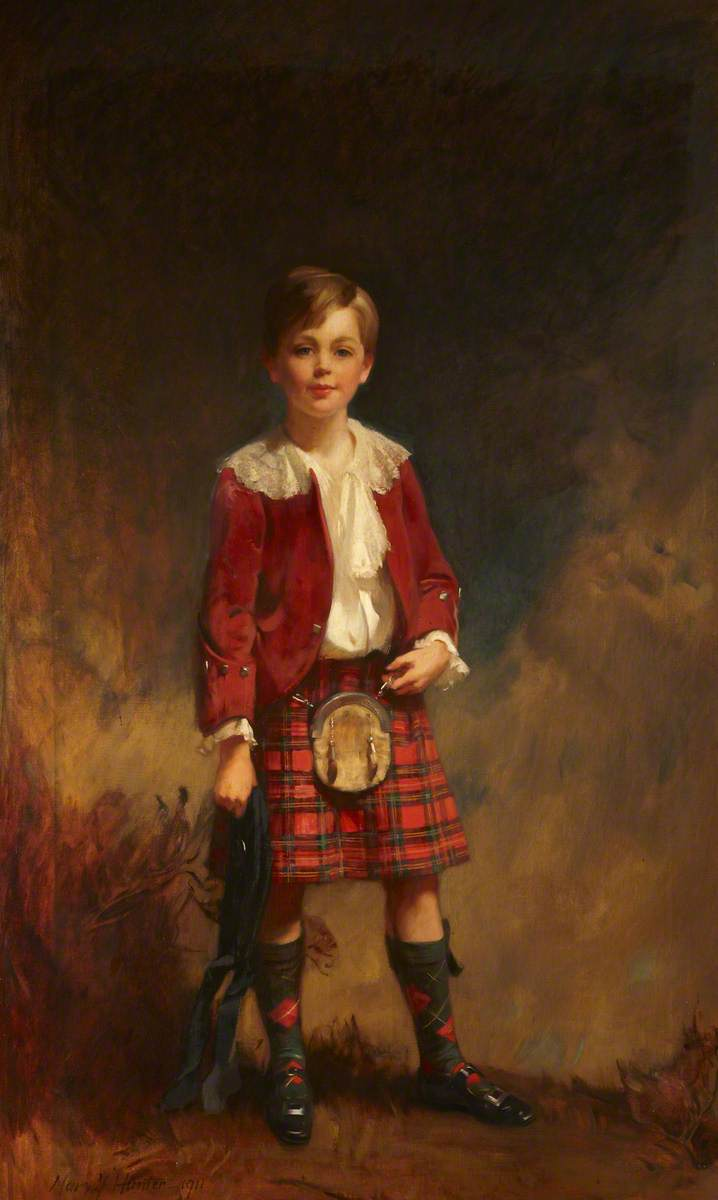
Edward Charles Robert Vane-Tempest-Stewart (1911)
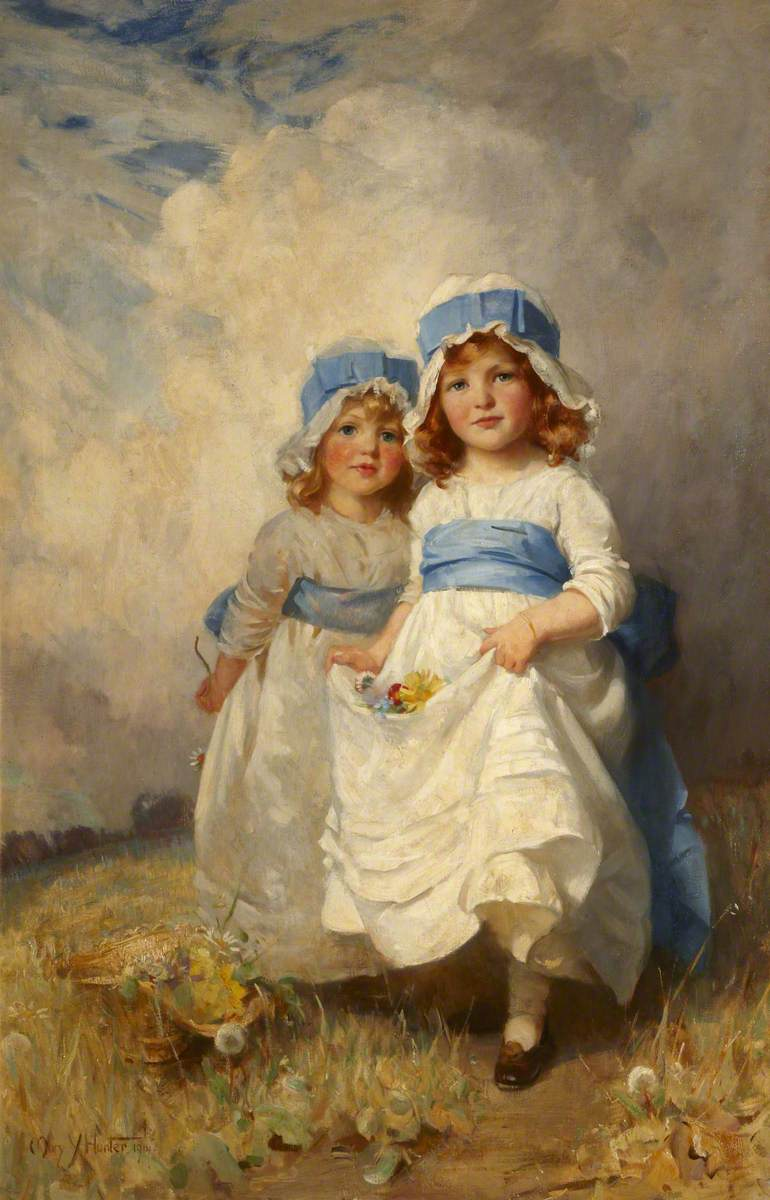
Margaret Frances Anne Vane-Tempest-Stewart und Helen Maglona Vane-Tempest-Stewart (1914)